# Onze-Lieve-Vrouw van de Rozenkranskerk (Termien)

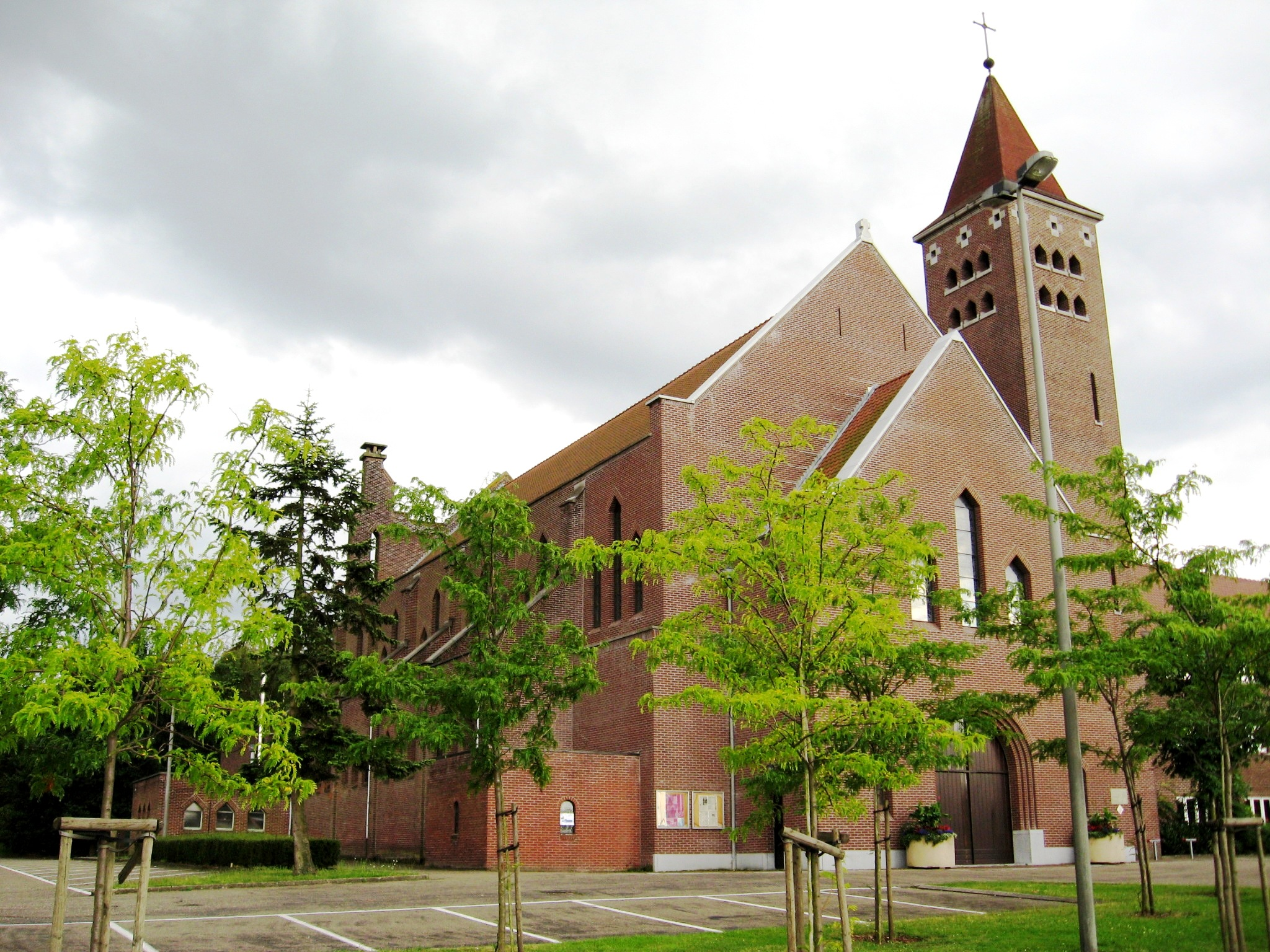
Onze-Lieve-Vrouw van de Rozenkranskerk

De Onze-Lieve-Vrouw van de Rozenkranskerk is een kerkgebouw, gelegen aan Rozenkranslaan 47 in de Genkse wijk en voormalige buurtschap Termien. De kerk is toegewijd aan Onze-Lieve-Vrouw van de Heilige Rozenkrans.

## Geschiedenis
De Dominicanen kwamen in 1934 naar Genk en zij vestigden zich in een groot huis aan de Calvariestraat. In 1939 begon de bouw van kerk en klooster, die werd uitgevoerd naar ontwerp van architect M. De Paepe. Het klooster kreeg de naam Sint-Albertusklooster. Door materiaalgebrek tijdens de Tweede Wereldoorlog vorderde de bouw langzaam. In 1943 werd de kerk ingewijd. Deze bakstenen kloosterkerk bezat een koorgestoelte dat ook tegenwoordig nog aanwezig is. Ze heeft een aangebouwde, vierkante westtoren en een driebeukig, basilicaal schip. Het interieur wordt overspannen door paraboolbogen.
Op 15 juli 1956 werd deze kerk verheven tot parochiekerk voor de omliggende woonwijk. De parochie werd door de Dominicanen geleid. Er kwamen klokken in de toren, en een doopkapel werd bijgebouwd. Op 28 september 1958 kwam er ook een orgel. In 2013 verlieten de Dominicanen het klooster. Er waren nog drie paters over, welke naar een klooster te Leuven vertrokken.

## Meubilair
De kerk bezit houten beelden van Raf Mailleux en schilderwerken van Willy Minders, waaronder de Kruisweg, een Sint-Dominicus en een Thomas van Aquino. Ook zijn er mooie glas-in-loodramen, welke een aantal heiligen voorstellen.